# Steve Halaiko
Steve Halaiko est un boxeur américain né le 27 décembre 1908 à Waverly, État de New York, et mort le 6 février 2001 à Orange Park, Floride.

## Carrière
Champion des États-Unis de boxe amateur en 1928 et 1929 dans la catégorie poids légers, il remporte la médaille d'argent aux Jeux d'Amsterdam en 1928 dans cette même catégorie. Après avoir battu Tomas Poetsch, Witold Majchrzyck, Pascual Bonfiglio et Gunnar Berggren, Halaiko s'incline en finale contre l'italien Carlo Orlandi. Il passe professionnel l'année suivante et combat jusqu'en 1943 sans disputer de titre majeur. Son palmarès est de 80 victoires, 38 défaites et 11 matchs nuls.

## Palmarès

### Jeux olympiques
- Jeux olympiques de 1928 à Amsterdam[1] (poids légers)